# Izgubljena generacija
Izgubljena generacija je izraz v najširšem smislu vsake osebnosti istega ali bližnjega leta v državi ali svetu, ki ga je v otroštvu, mladosti ali najboljših letih prizadela vojna, naravna katastrofa ali gospodarska kriza in ki je posledica prezgodnje smrt, bolezni, zavrnitev, revščina ali psihološke travme so v nasprotju s svojimi predniki ali potomci preprečili njihov polni potencial.